# Ural Maru
Le Ural Maru (うらる丸, Uraru-Maru)était un paquebot japonais de la compagnie Osaka Shosen Kaisha (OSK) qui pouvait transporter 65 passagers de première classe, 130 passagers de deuxième classe et 583 passagers de troisième classe pour ses lignes vers l'Amérique.
En novembre 1941, il est réquisitionné par l'Armée Impériale Japonaise (IJA) pour devenir un transporteur de troupe et en février 1943 un navire-hôpital. Il a été torpillé le 27 septembre 1944 en mer de Chine méridionale par le sous-marin américain USS Flasher.

## Historique
Ural Maru était un navire cargo/passagers appartenant à et exploité par Osaka Shosen (le prédécesseur de Mitsui O.S.K. Lines). Il a été achevé en 1929 par les chantiers navals de Nagasaki Mitsubishi Heavy Industries et était en service régulier entre Kobe et Osaka au Japon et le port de Dalian dans le territoire loué de Guandong sur le continent asiatique.
Il a effectué son premier voyage le 12 avril 1929.Sa carrière civile s'est déroulée sans incident, bien qu'il ait été endommagé à Osaka par un typhon en 1934.
En 1937, après le début de la seconde guerre sino-japonaise, Ural Maru est réquisitionné par l'Armée impériale japonaise et converti en navire-hôpital du 13 octobre 1937 à février 1938, ramenant les soldats malades et blessés du front au Japon.
Ural Maru a été brièvement remis au service commercial, mais a été réquisitionné à nouveau par l'armée impériale japonaise en novembre 1941, et utilisé principalement comme transport militaire des troupes et des fournitures militaires de la principale zone de rassemblement de l'armée d'Hiroshima au Japon vers divers ports. En février 1943, il a été reconverti en navire-hôpital et a été peint en blanc avec une grande croix rouge, conformément aux réglementations internationales.
Le 3 avril 1943, lors de l'évacuation de 50 soldats blessés de Guadalcanal, l'Ural Maru a été bombardé par des Boeing B-17 Flying Fortress de l'United States Army Air Forceset légèrement endommagé. Il a réussi à retourner à Osaka, où les dégâts ont été très médiatisés. La presse japonaise contemporaine a qualifié l'attaque d'un navire-hôpital clairement identifié transportant des civils de crime de guerre.
Lors de son dernier voyage, Ural Maru avait quitté Singapour à destination de Kaohsiung à Taïwan et avait fait escale à Kuching et Miri dans le Sarawak occupé par les Japonais, où le navire avait chargé des blessés japonais, des infirmières et un certain nombre de «femmes de réconfort». De plus, il y avait dix passagers inhabituels - des cadets de l'Armée nationale indienne d'origine indienne en route vers le Japon pour une formation militaire. Un seul d'entre eux, Bishan Singh, est mort dans le naufrage. L'un des survivants, Ramesh S. Benegal, est devenu officier dans la Force aérienne indienne dans l'Inde indépendante et a pris sa retraite en tant que Air Commodore. Il a fourni un récit à la première personne du naufrage de l'Ural Maru dans son livre "La Birmanie au Japon avec Azad Hind - A War Memoir".
L'Ural Maru a été torpillé dans la mer de Chine méridionale et coulé le 27 septembre 1944 par le sous-marin américain USS Flasher à environ 240 kilomètres à l'ouest de Luçon.

### Liens connexes
- Liste des navires-hôpitaux coulés pendant la Seconde Guerre mondiale
- Awa Maru
- Asahi Maru